# Reddi
Reddi, estilizado como REDDI, es una banda de música sueco-danesa, cuyo estilo se basa en el punk. Está formada por la percusionista Ihan Haydar, la vocalista y guitarrista Mathilde "Siggy" Savery, la guitarrista Agnes Roslund y la bajista eléctrica Ida Bergkvist. El grupo ganó el Dansk Melodi Grand Prix 2022 la canción "The Show", y representaron a Dinamarca en el Festival de la Canción de Eurovisión 2022, celebrado en Turín, Italia.

## Historia
La banda se formó para participar en el Dansk Melodi Grand Prix 2022. Sus componentes tocan música inspirada en el punk de los años 1970 y el rock de los años 1980. También se inspira en géneros y artistas recientes como P!nk, Katy Perry y Green Day.
El grupo fue formado por la baterista Ihan Haydar junto al productor musical danés Lars Pedersen, conocido como Chief1. Haydar participó anteriormente en la banda danesa L.I.G.A. y tocó la batería cuando Soluna Samay representó a Dinamarca con "Should've Known Better» en el Festival de la Canción de Eurovisión 2012. Además de Haydar, la banda está formada por la danesa Mathilde "Siggy" Savery y las dos suecas Agnes Roslund y Ida Bergkvist.
Reddi apareció públicamente por primera vez el 5 de marzo de 2022, cuando participó en el Dansk Melodi Grand Prix 2022 en DR1. La banda obtuvo la mayor puntuación y ganó la competición con la canción "The Show". Así, representará a Dinamarca en el Festival de la Canción de Eurovisión 2022.
La canción "The Show" fue escrita por Ihan Haydar y la vocalista Savery, junto a Julia Fabrin, que fue una de las compositoras del tema ganador de Eurovisión 2013, "Only Teardrops". Chief1 y la compositora Remee también participaron en la escritura de la letra de la canción.

## Miembros
- Mathilde "Siggy" Savery – vocalista, guitarra
- Agnes Roslund – guitarra
- Ida Bergkvist – bajo
- Ihan Haydar – percusión

## Discografía

### Sencillos
- "The Show" (2022)